# 盤谷銀行
盤谷銀行是泰國的一家商業銀行，為泰國規模最大的銀行，以及東南亞第七大銀行。總行位於首都曼谷，於國內設有1,165間分行，海外分行32間分佈於亞洲、美國以及英國。

## 歷史

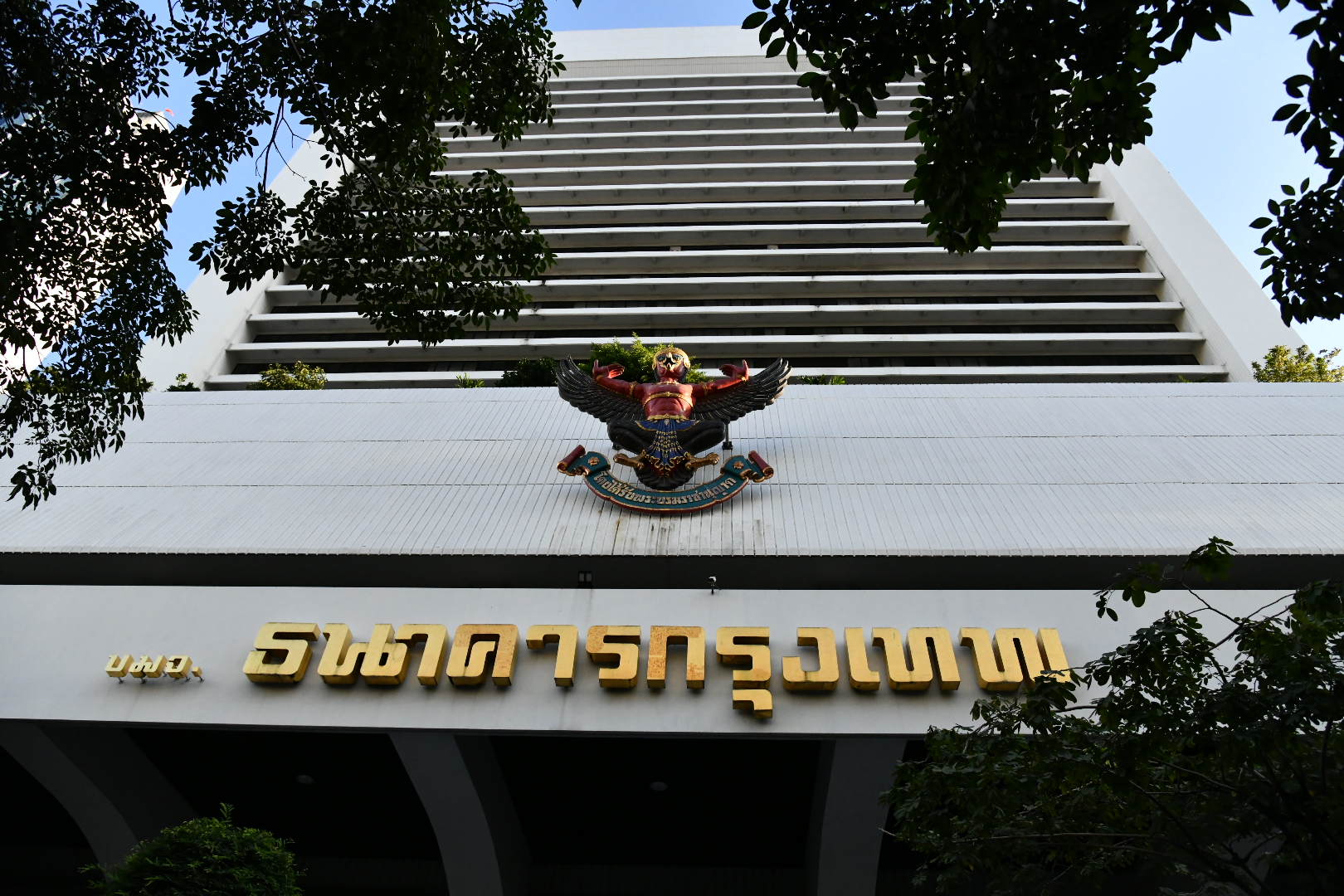
曼谷是隆路总部，可见象征王家认证的迦楼罗像

盤谷銀行的歷史可以追溯到第二次世界大戰，期間的泰國並沒有任何戰事發生，加上天然資源豐富，推動泰國的出口貿易，國內經濟趨向正面。1942年，泰國成为日本盟国，继而向同盟国宣战，泰政府依例没收敌盟国人民在泰国的财产，包括由盟国成立的外资银行，当时除了日资银行继续营业外，所有外资银行都已停业。
1944年，太平洋战争已接近尾声，其後陈弼臣等三位华商有意創辦一間國內註冊的銀行，以泰国首都曼谷为名，但中文写作“盤谷銀行”。同年7月，盤谷銀行向泰政府商业部申请注册，注册资本为400万铢，分40,000股，每股100铢，並於11月再向财政部申请批准经营商业银行业务，12月1日，盤谷銀行获得商业银行营业执照，在华人街的公司廊路开业。1945年，二战结束，日本宣布投降、泰国政府改组，并发还原没收的在泰的外资银行的资产，並于1945年底至1946年初陆续恢复营业，使國內註冊的泰國銀行面臨競爭，但是盤谷銀行憑著良好的經營策略以及優質的服務，所以開業後業務已經相當可觀，客戶亦不斷增加。
1952年，盤谷銀行总资产量已達到1亿铢，1960年底增至8.8亿铢。同年盤谷銀行全体职员超過800人，拥有19間国内分行，亦在海外設有6間分行，包括香港分行兩間（位於彌敦道及中環）、新加坡、伦敦、吉隆坡和东京分行各一間。1965年在台灣的台北、台中及高雄设立分行。1967年，获颁泰国王家认证。1975年，在泰国证券交易所上市。1976年，海外分行增至14間。
截至2018年4月，盘谷银行在泰国国内共设有1,167间分支机构，包括自助网点在内，覆盖泰国全部77个府分。
2019年12月12日，盤谷銀行宣布斥資37萬億印尼盾（合26億美元）向渣打集團和阿斯特拉國際企業集團（PT Astra International Tbk）購入印尼Permata銀行各44.56%股權，總計89.12%股權，其印尼业务亦和Permata银行合并。

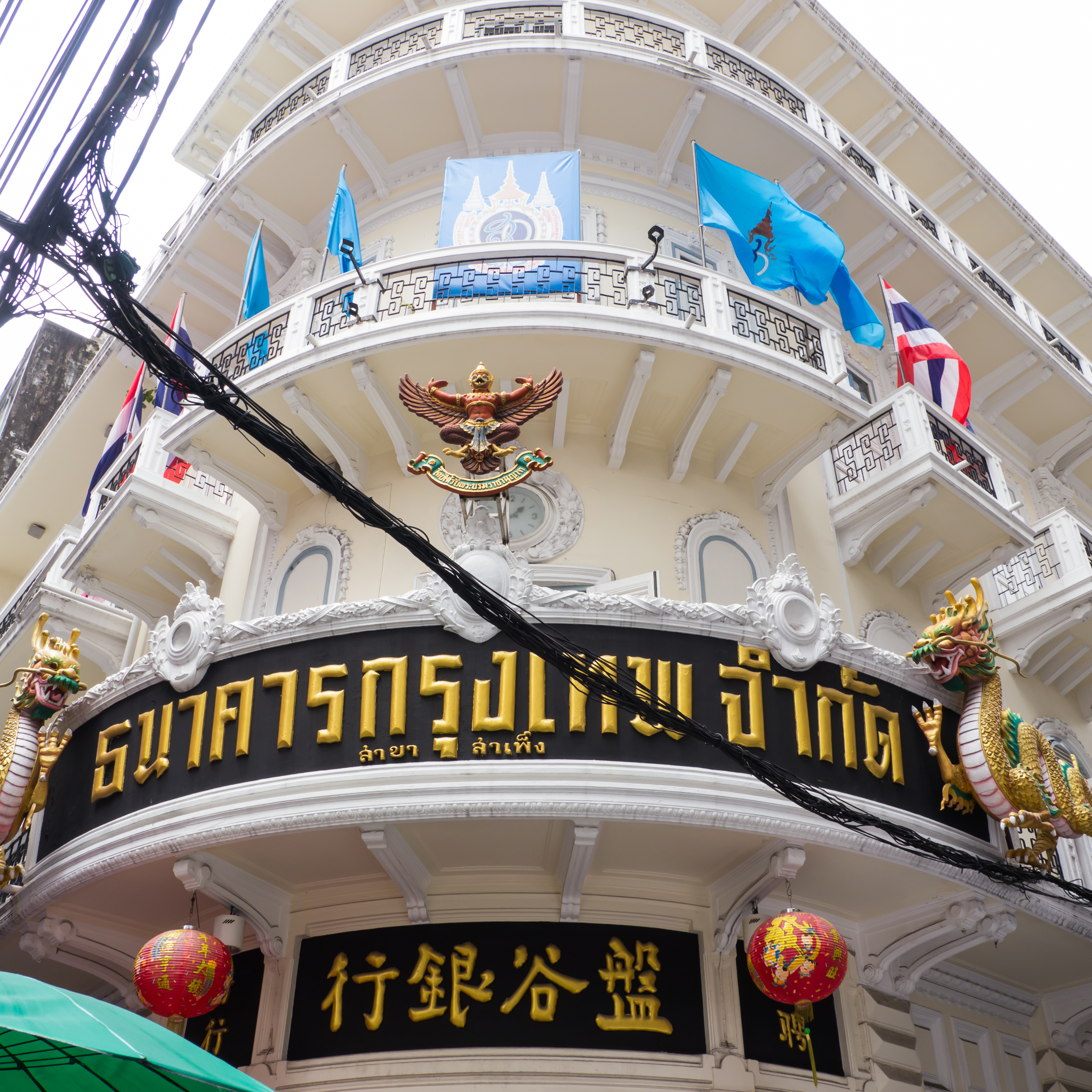
曼谷三聘分行
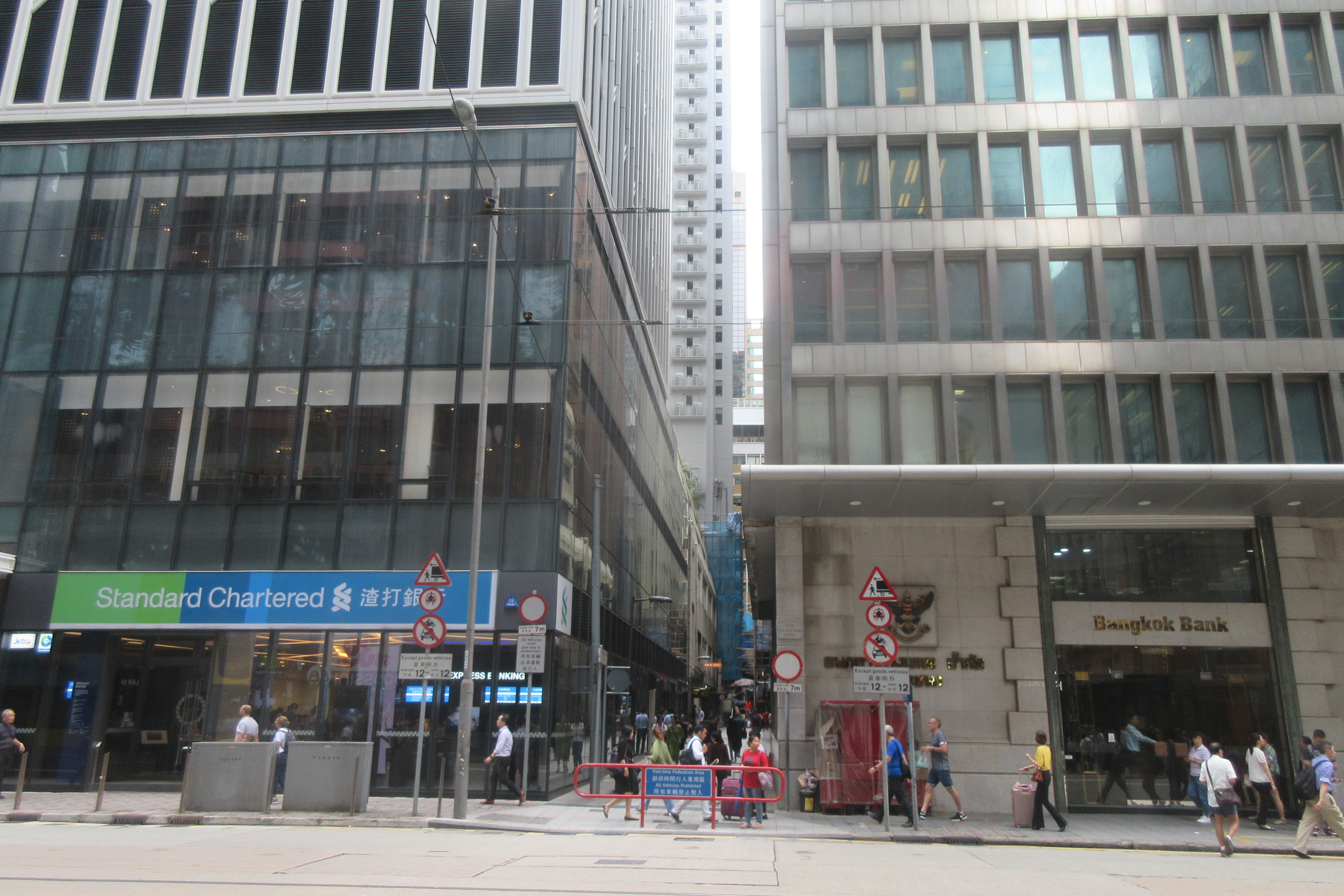
香港中环德辅道分行（右侧）
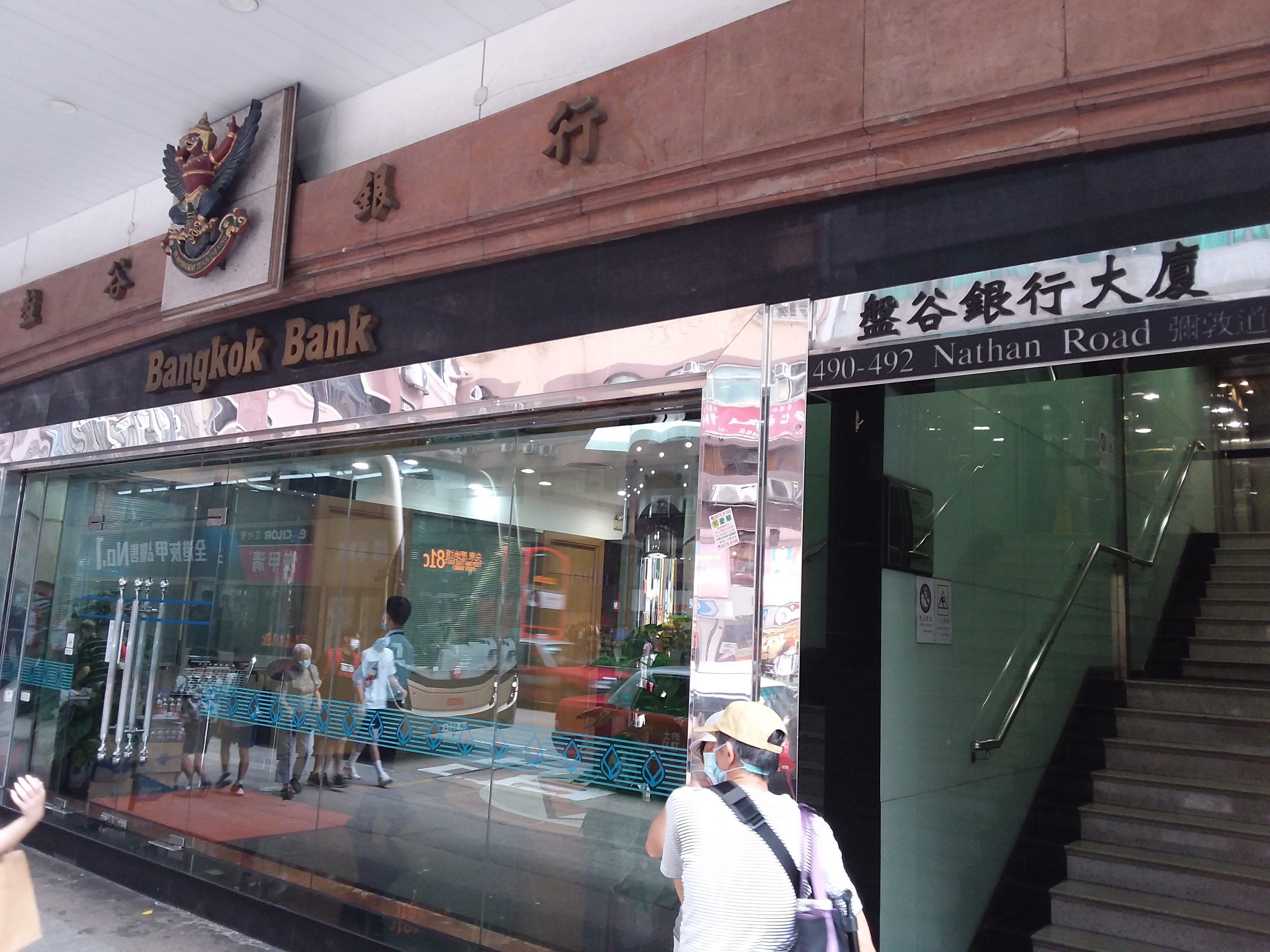
香港九龙弥敦道分行
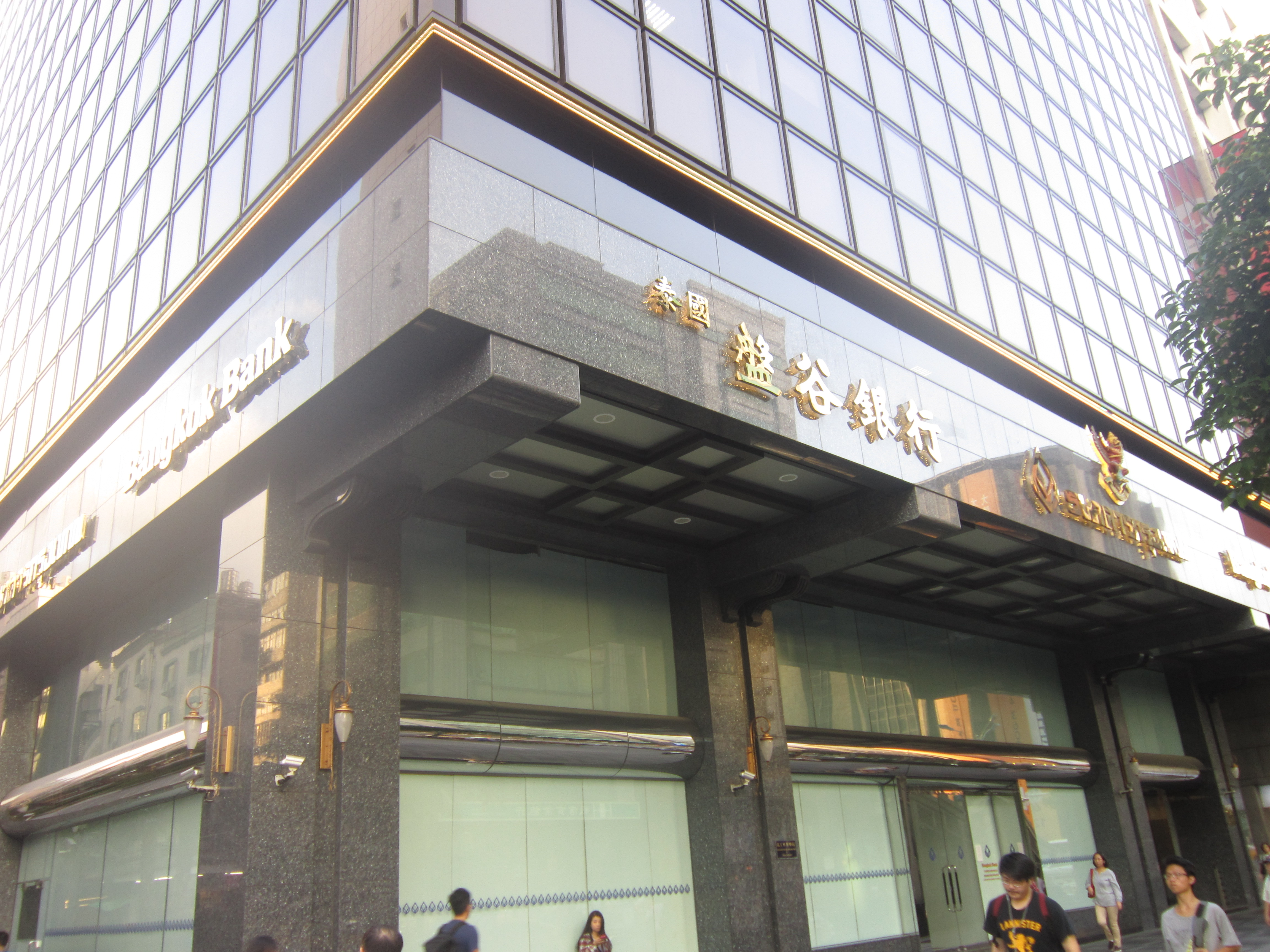
台北分行，中山區松江路121號
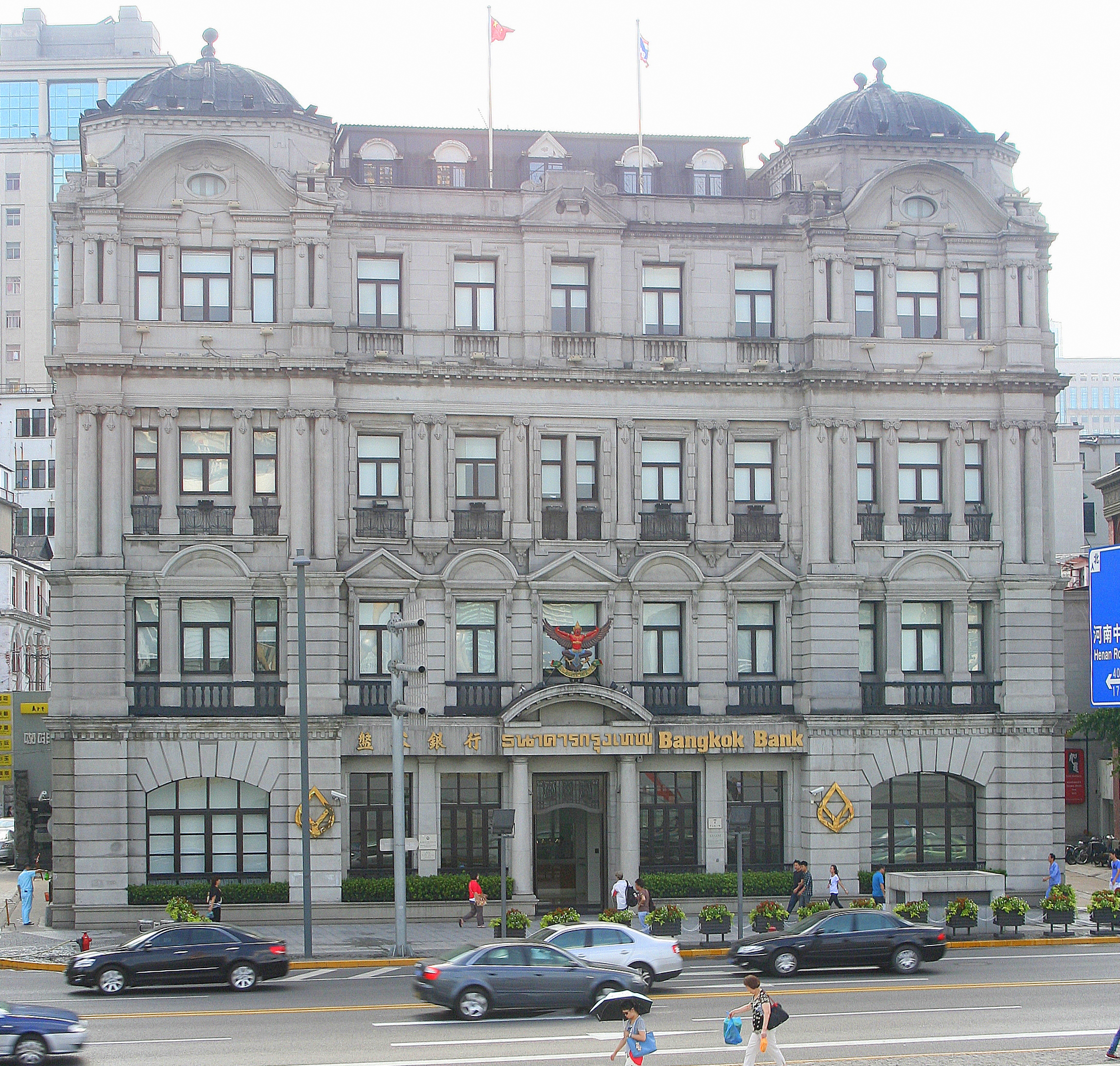
上海分行，外滩7号大北电报公司大楼
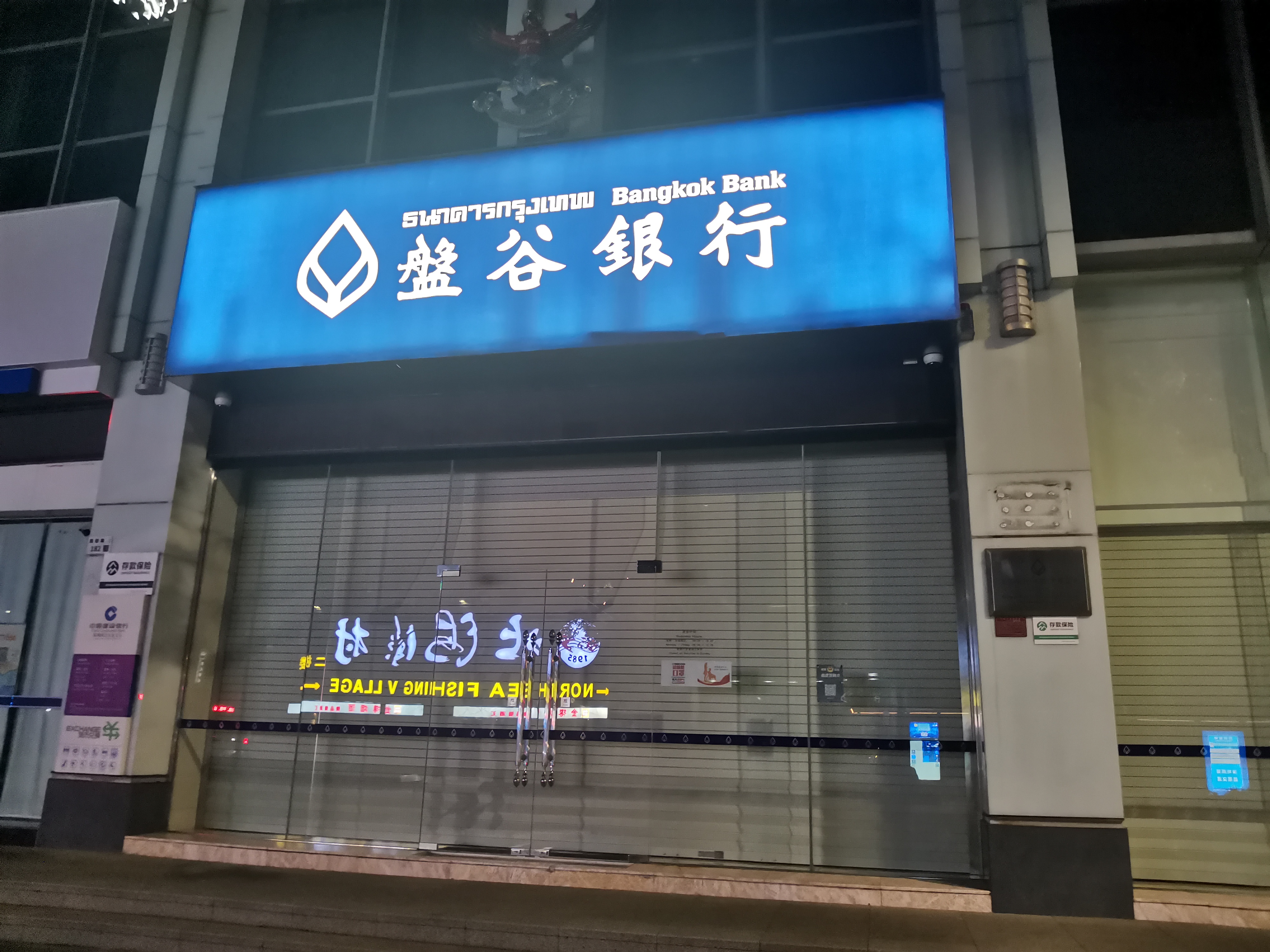
深圳分行
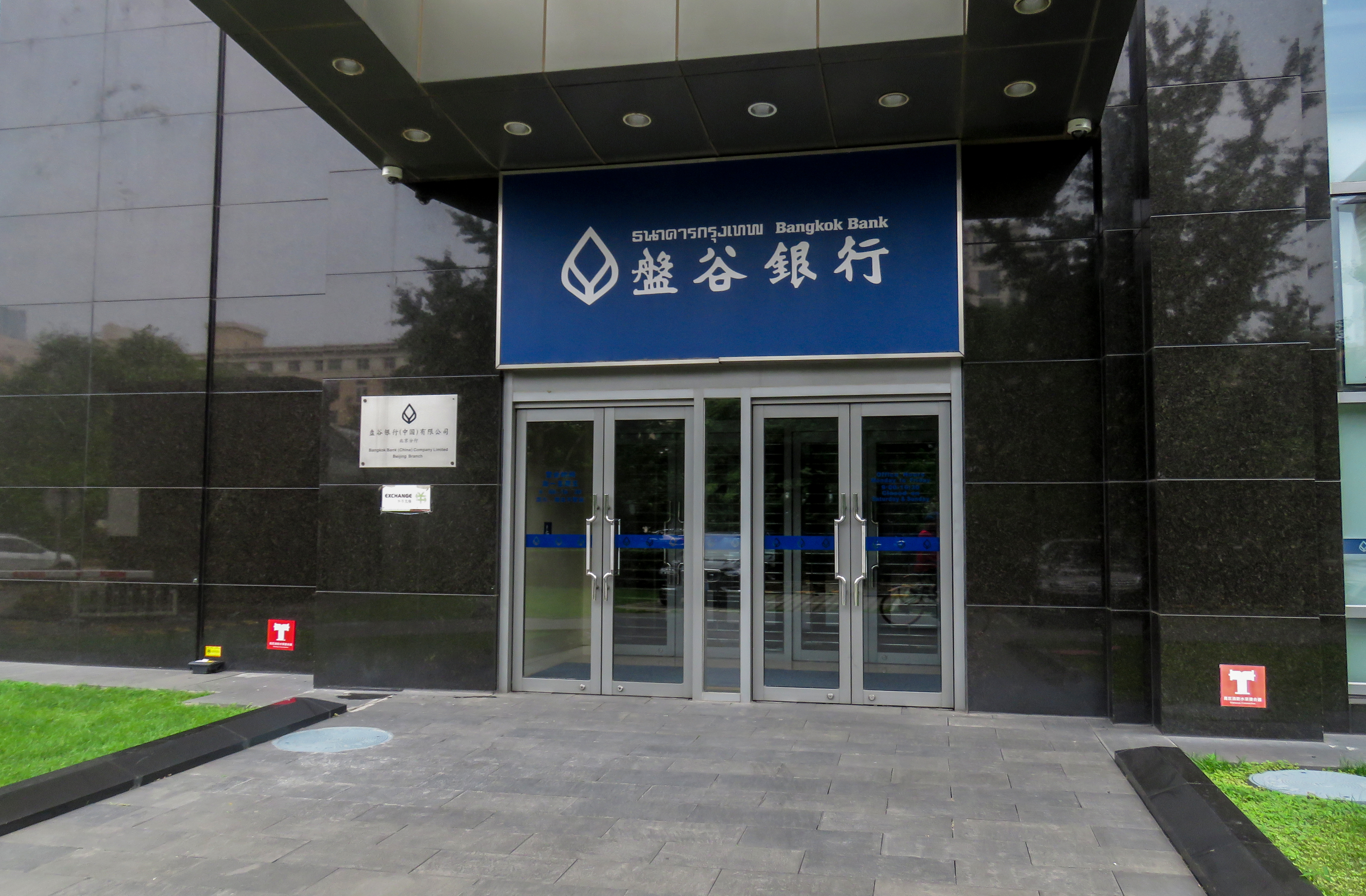
北京分行
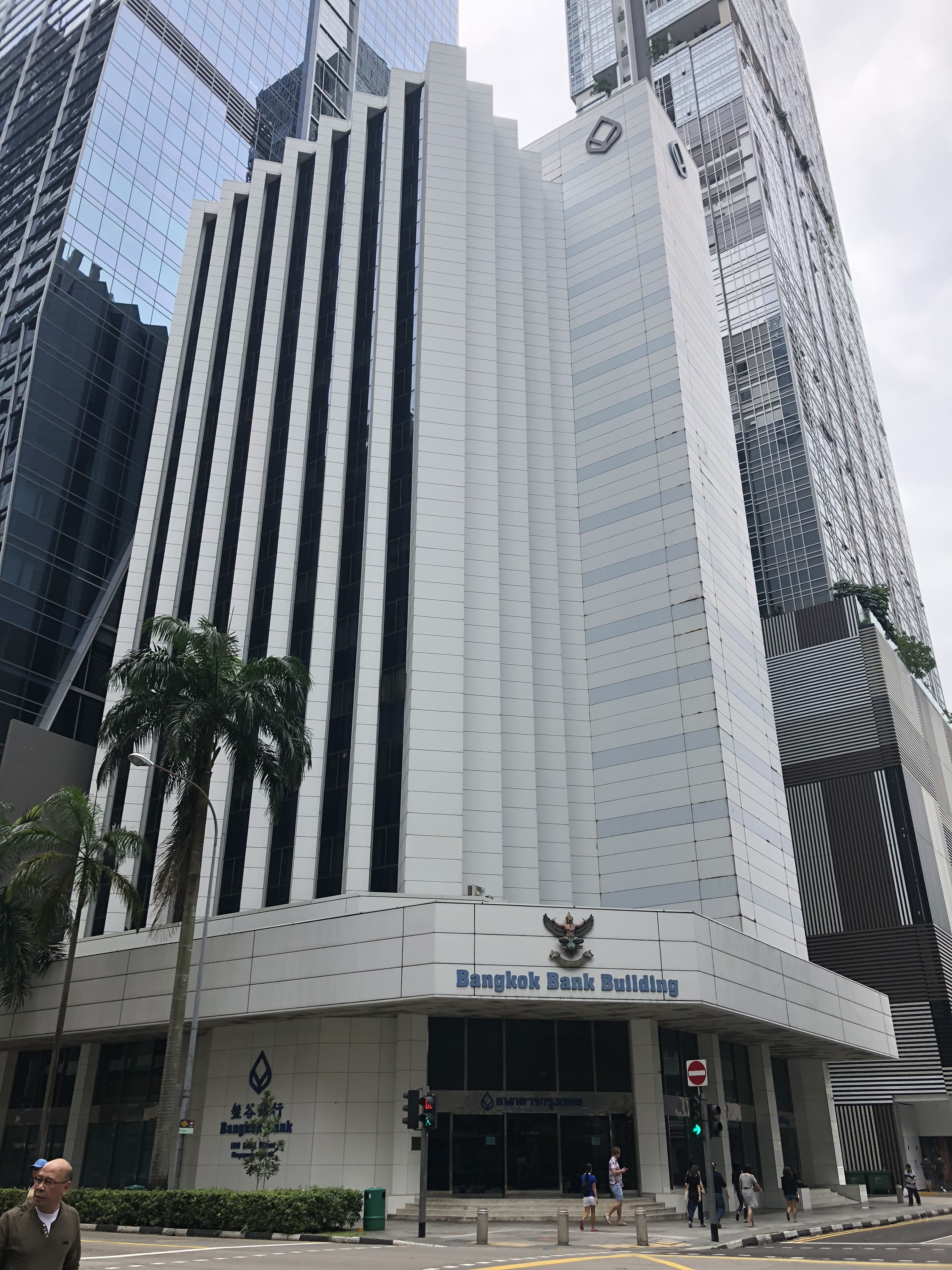
新加坡分行，位于丝丝街（Cecil St）
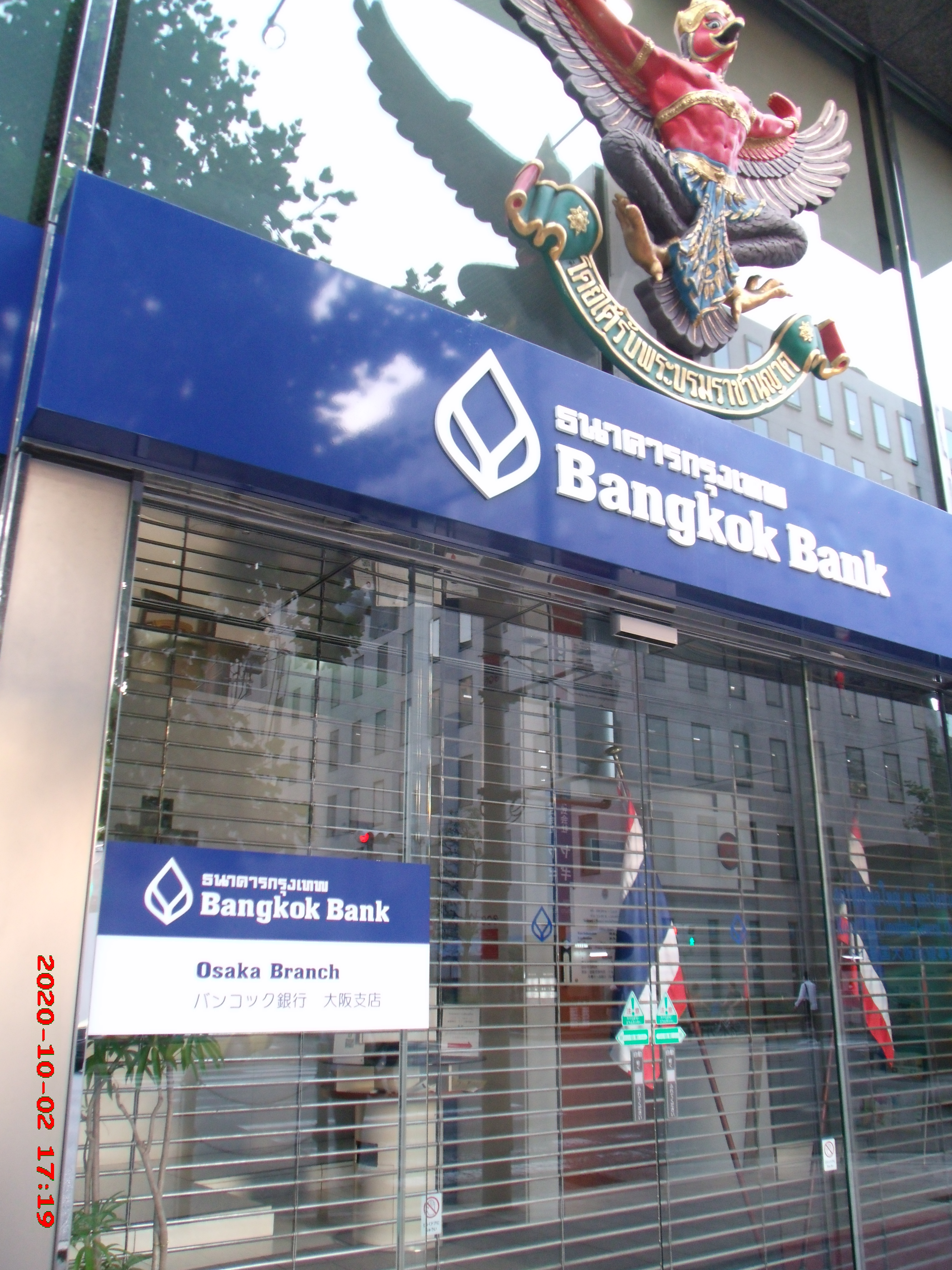
日本大阪市分行，位于中央区御堂筋

## 分支机构

### 台灣
- 1965年 – 在台北設立首家在台分行；
- 1989年 – 設立高雄分行；
- 1995年 – 設立台中分行。

### 香港
- 1954年 – 在香港设立首家海外分行

### 中国大陆
- 1986年 – 在北京设立首家代表处；
- 1992年 – 在汕头设立首家中国境内分行；
- 1993年 – 设立上海分行；
- 1998年 – 设立厦门分行；
- 2005年 – 设立北京分行；
- 2007年 – 设立深圳分行（原汕头分行转迁）；
- 2009年 – 成立盘谷银行（中国）有限公司 ；
- 2014年 – 成立重庆分行。

## 外部連結
- （英文）（泰文）盤谷銀行 （页面存档备份，存于）
- （繁體中文）泰國盤谷銀行（臺灣） （页面存档备份，存于）